# Hemerotrecha marginata
Hemerotrecha marginata är en spindeldjursart som först beskrevs av Kraepelin 1910.  Hemerotrecha marginata ingår i släktet Hemerotrecha och familjen Eremobatidae. Inga underarter finns listade i Catalogue of Life.